# Gumós csiperke
A gumós csiperke (Agaricus essettei) a csiperkefélék családjába tartozó, Európában és Észak-Amerikában honos, lomb- és fenyőerdőkben élő, ehető gombafaj.

## Megjelenése
A gumós csiperke kalapja 6-14 cm széles; fiatalon félgömb vagy kissé szögletes félgömb alakú, majd szinte laposan kiterül, közepén esetleg kis, lapos púppal. Színe fehéres, nyomásra gyorsan sárgul, idősödve narancsos színű lesz. Felülete selymes vagy benőtten szálas.
Húsa vékony, puha; színe fehér. Szaga erős, ánizsra vagy mandulára emlékeztet; íze kellemes, nem jellegzetes. 
Sűrűn álló lemezei szabadon állók. Színük fiatalon szürkésrózsaszín, idősen feketésbarnás.
Tönkje 7-12 cm magas és 0,8-1 cm vastag. Alakja hengeres, tövénél görbülhet és megvastagodva jellegzetes, peremes gumót képez. Színe fehér, nyomásra sárgul, idősödve többé-kevésbé barnul. Felülete selymes. gallérja vékony, hártyás, lelógó, gyakran szakadozott.
Spórapora sötétbarna. Spórája ellipszis alakú, sima, vastag falú, mérete 6–7 x 3,5–4,5 µm.

### Hasonló fajok
Hasonlíthat hozzá a halálosan mérgező gyilkos galóca és fehér galóca, a mérgező citromgalóca vagy az ehető erdőszéli csiperke és karcsú csiperke.

## Elterjedése és termőhelye
Európában és Észak-Amerikában honos. Magyarországon gyakori. 
Enyhén savanyú talajú lombos- és vegyes erdőkben él. Júniustól novemberig terem. 

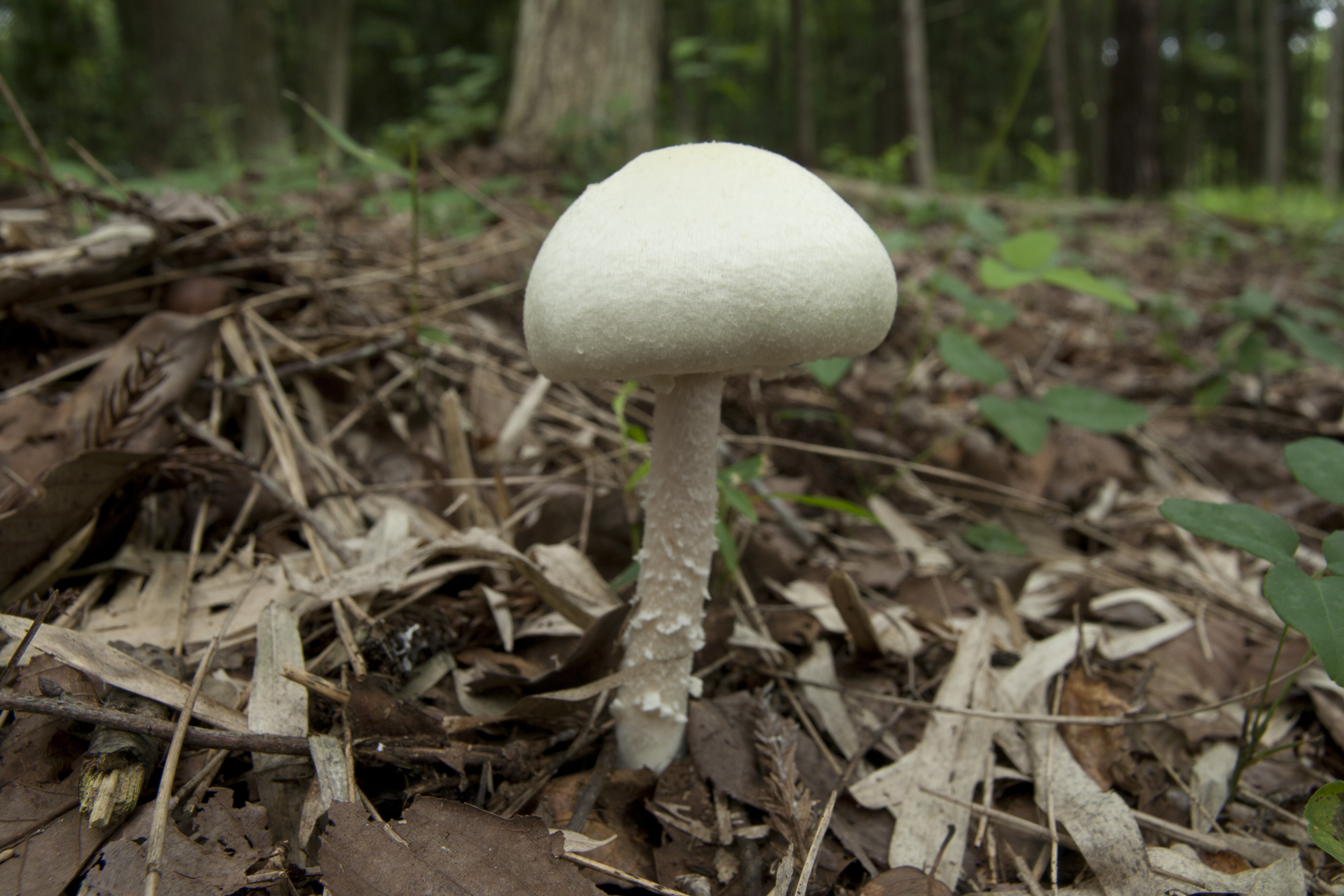
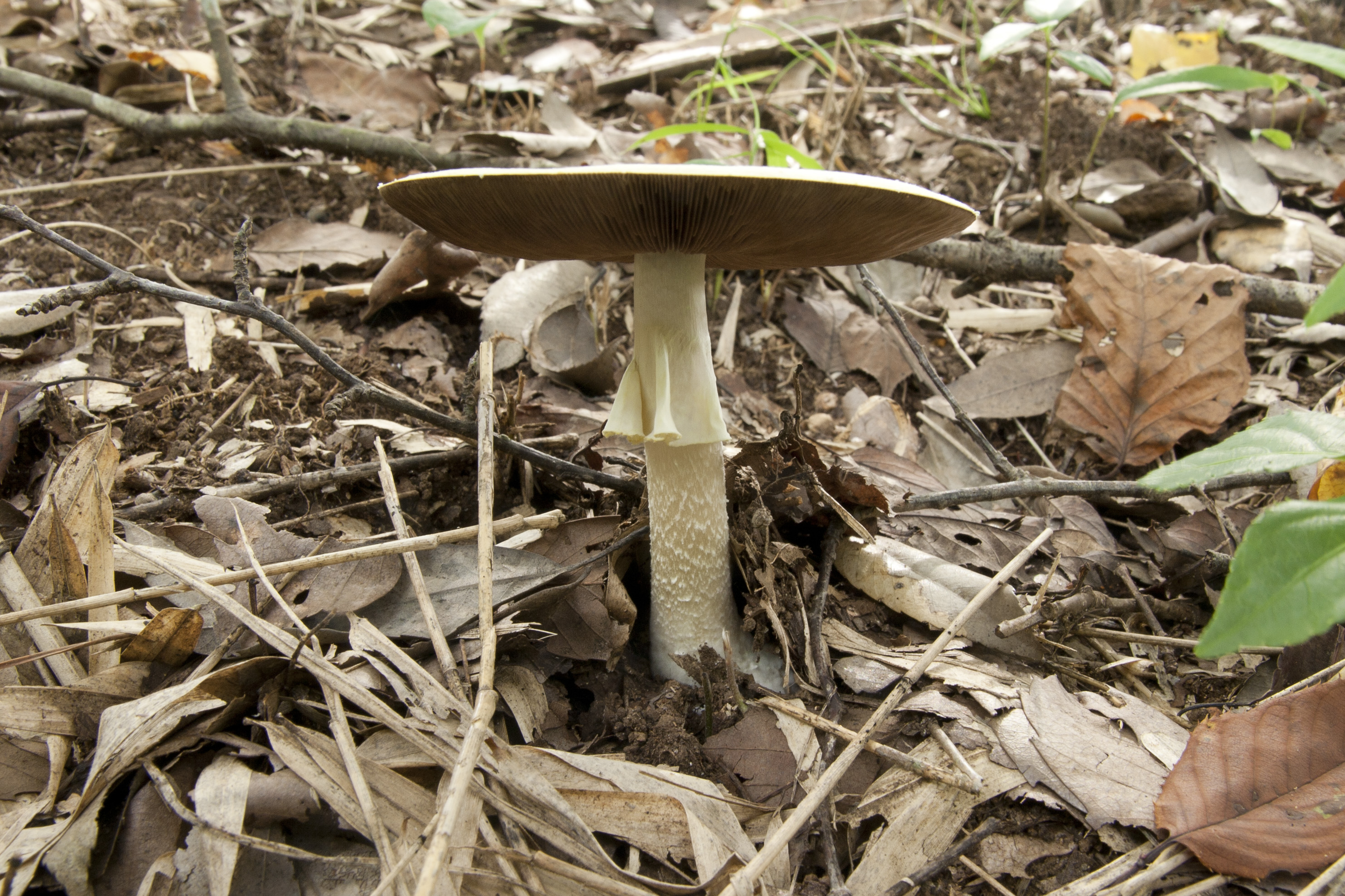
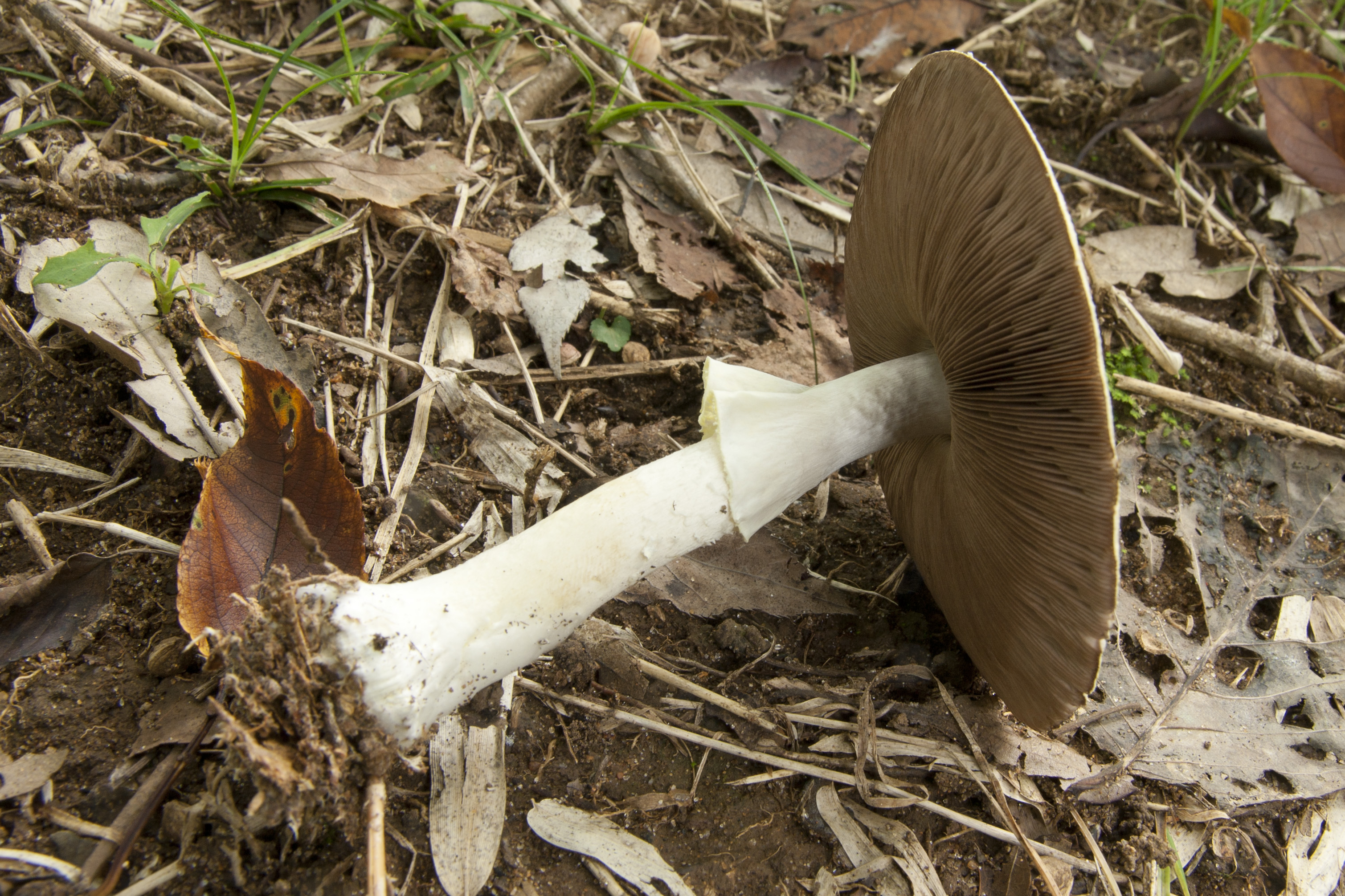
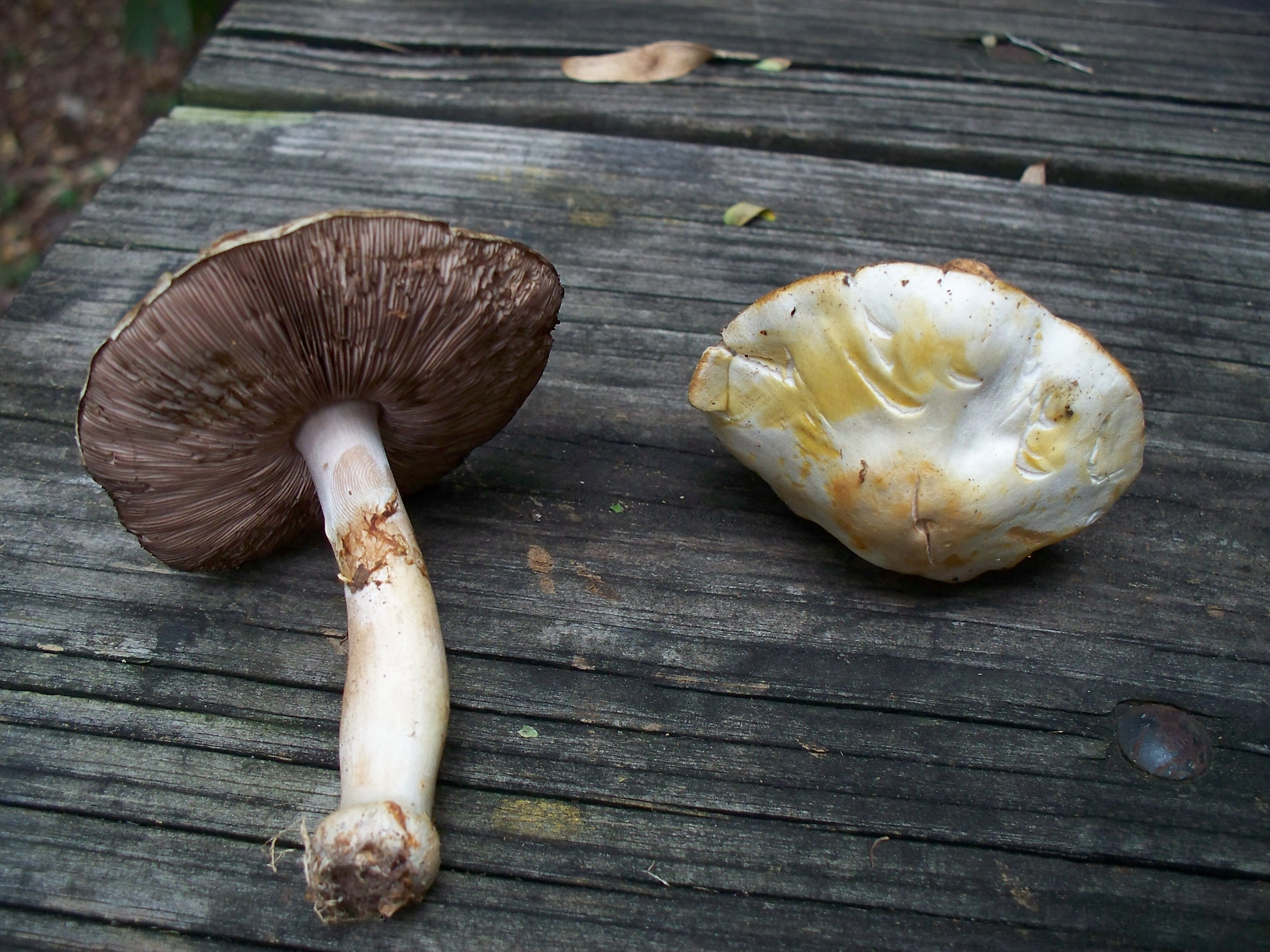
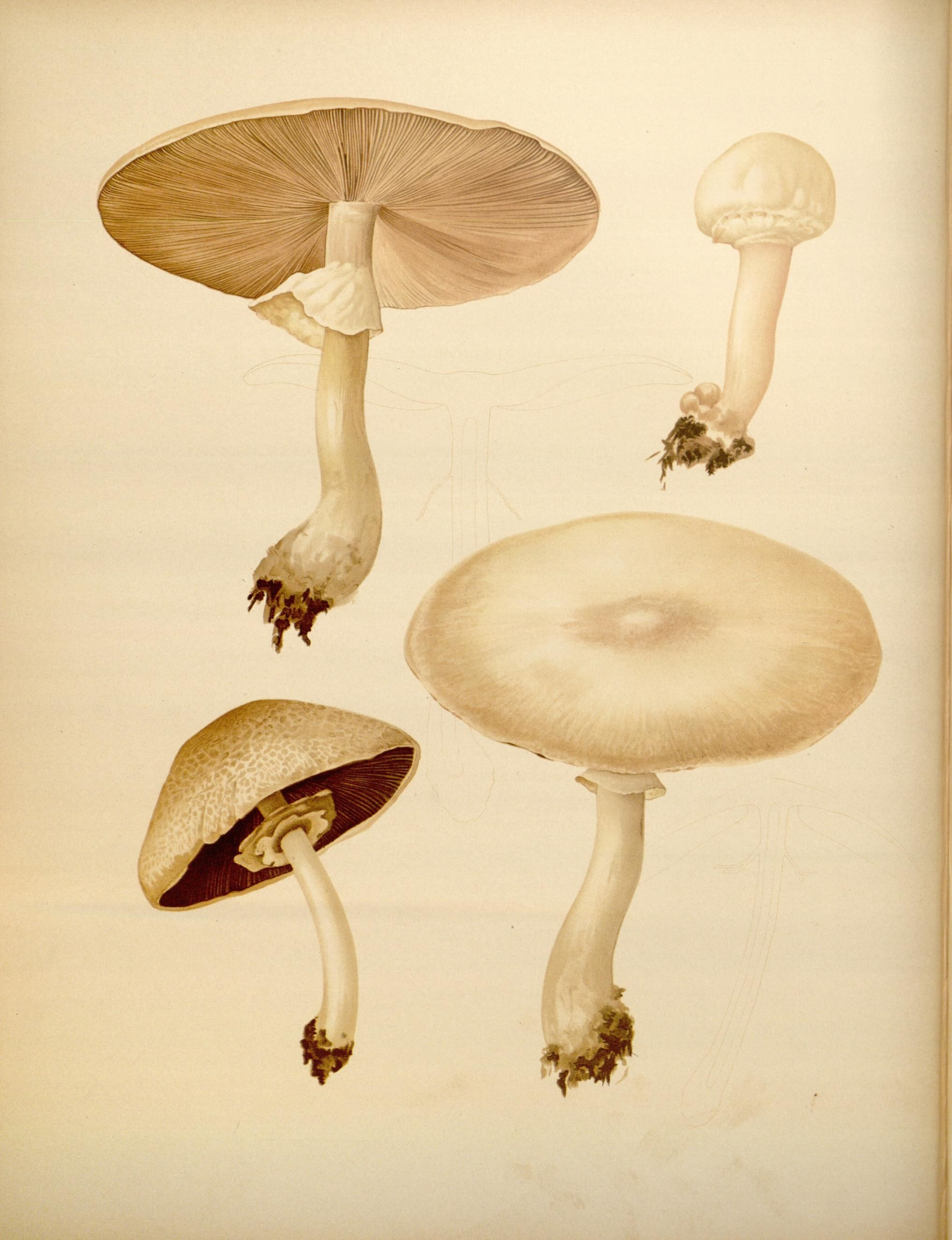

Ehető gomba.